# Aspetti politici e sociali della seconda guerra mondiale

## 1941

Piani tedeschi di smantellamento dell'Unione Sovietica

Il 1941 è un anno chiave nella storia della seconda guerra mondiale e dei suoi successivi esiti geo-politici. L'aggressione nazista contro l'Unione Sovietica e quella giapponese contro gli Stati Uniti paiono legate, alla luce degli eventi sopra riportati, da un sotterraneo filo conduttore. Alcuni dati ormai accertati sembrano confermare l'ipotesi che l'amministrazione del presidente Franklin Delano Roosevelt non solo fosse a conoscenza dei piani giapponesi per l'invasione del Pacifico, ma che addirittura abbia operato per provocare l'attacco nipponico, in un contesto sociale che vedeva l'opinione pubblica statunitense molto lontana dall'accettare la necessità di un ingresso americano nel conflitto europeo, e in un quadro internazionale di mutamenti politici ed economici che offriva agli Stati Uniti opportunità di espansione e supremazia globale mai prima verificatesi nella storia.
Solo così si spiegano le numerose iniziative politiche e legislative messe in atto da Roosevelt fin dall'inizio dell'anno, tutte mirate alla preparazione di un futuro impegno bellico mai pubblicamente ammesso fino al momento fatale.
Lo stesso si può dire per l'ambiguo comportamento di Stalin nei confronti di Hitler e del Giappone. Il dittatore sovietico firma il trattato di non aggressione con la Germania e contemporaneamente organizza la produzione del più versatile tra i mezzi corazzati - il T-34 - apparsi su tutti i teatri di guerra, opponendo alla Wehrmacht una resistenza che stupì tutto il mondo, resa possibile anche dal fatto che egli poteva contare sulla conoscenza delle intenzioni giapponesi di spostare le ostilità dalla Russia verso le innumerevoli isole del Pacifico e le terre dell'Oceano Indiano.
In mezzo, dunque, il Giappone e i suoi nuovi interessi petroliferi e coloniali, che per meglio amministrare le proprie forze non esita a "tradire" le attese di Hitler volte all'annientamento della Russia e a scoprire le proprie carte in una sorta di romanzesco "triplo gioco".
In sostanza, sia gli USA che l'URSS sapevano che prima o poi sarebbero dovuti entrare in guerra, i primi per un preciso calcolo di convenienza (il popolo americano non dimostrò, fino all'ultimo, nessun interesse per la tragedia europea e preoccupazione nei confronti del nazismo); la seconda per un'oggettiva necessità di difesa. Sia Roosevelt che Stalin apparvero, agli occhi dell'opinione pubblica, trascinati in quella che venne chiamata l'"Olimpiade della morte" contro la loro volontà. Sia l'uno che l'altro seppero dunque fare di necessità virtù, ed è presumibile che il loro accordo politico fosse basato su una reciproca esigenza di intesa e collaborazione, a prescindere dalle attese e dalle ragioni di Churchill e dell'Europa.

## 1942

Europa nel 1942 al massimo sviluppo dell'Asse. In marrone la Germania; in verde l'Italia; in giallo paglierino gli alleati dell'Asse; in arancio gli stati nemici conquistati; in giallo la massima espansione militare in Urss

Il 1942 passa decisamente "in sordina" sul fronte politico, mentre su quello bellico si consumano due decisivi disastri per l'esercito tedesco: la sconfitta di Rommel nell'Africa del nord e il fallimento del piano di invasione dell'URSS. E se i grandi capi di Stato, come Roosevelt e Churchill, possono cominciare a valutare seriamente la possibilità di una sconfitta dell'Asse (gli USA già pensano alla bomba atomica), i nuovi politici italiani "fiutano" in qualche modo che il vento sta cambiando, e che è giunto il momento di prepararsi al confronto diretto col nemico.
Gli USA devono ancora assorbire l'impatto disastroso con la forza d'invasione messa in campo dal Giappone e, contemporaneamente, prepararsi a una gigantesca operazione finanziaria di sostegno verso l'Unione Sovietica. A tale scopo attuano il più grande investimento industriale della loro storia, quello che avrebbe poi posto le basi della politica economica della più grande potenza del periodo post bellico. Proprio per questo, F.D. Roosevelt comincia a operare sul piano diplomatico per segnare in modo discreto ma inequivocabile la leadership del suo paese in un panorama internazionale ripulito dall'orrore nazista. L'idea di un consesso di nazioni unite sotto i valori della pace e della libertà, matura infatti nell'ambito della convinzione anglo-americana che la vittoria avrebbe insignito le grandi potenze di un'autorità non solo militare ma anche morale e politica.
La pianificazione americana (iniziata nel 1941 con il famoso Victory Plan) prevedeva in realtà un rapido crollo dell'Unione Sovietica e quindi la prospettiva di dover condurre una doppia guerra continentale contemporaneamente contro Giappone e Germania praticamente da soli (l'Inghilterra era considerata in sicuro declino);ugualmente fiduciosi nelle capacità economiche e militari degli USA, Roosevelt e i capi militari principali (Marshall, Arnold, Stark, Wedemeyer, McNair ecc.) stabilirono un enorme programma di armamenti che prevedeva la costituzione di un Esercito moderno di oltre 200 divisioni (di cui 61 divisioni corazzate), una flotta globale dei due oceani (in grado di affrontare con successo le flotte giapponese e tedesca) e una forza aerea strategica poderosa (a partenza eventualmente dal continente nordamericano, in caso di perdita completa dell'Africa, del Medio Oriente e anche della Gran Bretagna).Solo in un secondo tempo, di fronte prima alla imprevista resistenza dell'Unione Sovietica e poi addirittura alla vittoriosa offensiva dell'Armata Rossa (che impegnava e dissanguava il grosso della Wehrmacht), Roosevelt e gli Stati Uniti si resero conto che la situazione era molto più semplice di come era sembrato nel 1941 e quindi pianificarono una netta riduzione delle forze terrestri a vantaggio di quelle navali e aeree. Ipotizzare uno svolgimento di una guerra tra USA (da soli) contro Germania e Giappone, naturalmente rientra nella fantastoria, anche se di fronte ad una Germania tecnologicamente all'avanguardia, padrona dell'intera Europa e economicamente rafforzata dalle immense risorse tratte da una eventuale distruzione dell'URSS, probabilmente le prospettive per l'America sarebbero state molto meno rosee di come sembravano credere i dirigenti statunitensi (considerando anche la sbalorditiva potenza giapponese sul Pacifico)

## 1943
Dal 3 gennaio del 1943 gli eventi evolvono precipitosamente verso il capovolgimento dei rapporti di forza. L'anno è infatti caratterizzato dalla rapida sconfitta dell'Italia e dall'uscita del regime fascista dal quadro militare internazionale. Proprio gli eventi italiani mettono in luce quale sarebbe stata la posta in gioco sul nuovo scenario mondiale che la sconfitta dell'Asse avrebbe determinato.
Lo schema dei fatti appare complesso, ma in realtà il filo conduttore che li lega è di per sé semplice: Churchill ha ormai compreso che la Germania non può sconfiggere la Russia, e che per la controffensiva sovietica è ormai solo questione di tempo. In previsione dell'avanzata dell'Armata Rossa verso la Germania, il premier britannico ha quindi tutto l'interesse a contrapporre una "controinvasione" anglo-americana dal Mediterraneo, per sottrarre a Stalin i territori dell'Europa dell'est. Una tale manovra avrebbe dovuto colpire i tedeschi dai Balcani, dove avrebbe potuto contare su un considerevole appoggio militare da parte della Bulgaria e della Romania, pronte a mutare schieramento (C. Dragan, La vera storia dei Romeni, 1996, afferma che 40 divisioni romene e 8 bulgare erano pronte a schierarsi a fianco degli anglo-americani nell'evenualità di uno sbarco nei Balcani). Egli ha ben compreso che l'alleato comunista ha mire di dominio in Europa e sta già diventando il futuro avversario.
Roosevelt, al contrario, vede ancora in Stalin un elemento di fondamentale per l'esito del conflitto, sia perché, a suo avviso, Hitler è tutt'altro che finito, sia perché l'alleanza USA - URSS contro il Giappone gli sembra un fattore strategico determinante per una vittoria senza elevate perdite di uomini. Ed è quindi intenzionato a "giocare" la partita contro il nazismo sul fronte occidentale francese, quello più conveniente all'Unione Sovietica.
Alla conferenza di Casablanca, i due statisti occidentali si presentano dunque con idee molto diverse, ma nessuno dei due esce pienamente vincitore dal confronto; anzi: la decisione lì concordata non risulterà di particolare utilità per gli scopi di nessuna delle due grandi potenze, e neppure particolarmente dannosa per Hitler, se non nel lungo periodo. Il piano "Husky" (così fu chiamato il piano di invasione della Sicilia) si rivelò infatti una manovra tesa sia ad indurre alla resa l'Italia sia ad impegnare il più a lungo possibile su un terzo fronte le forze dell'Asse dopo la loro sconfitta in Africa, per dare modo a Stati uniti e Unione Sovietica di organizzare la grande offensiva finale da est e ovest.
Dal punto di vista dell'Italia, le conseguenze dell'invasione anglo-americana sono di due tipi: da un lato la caduta del fascismo, che porterà con sé le note e drammatiche vicende della smobilitazione e della guerra di liberazione partigiana; dall'altro il determinarsi di una spaccatura ideologica tra nord e sud della Penisola, con il prevalere delle forze repubblicane di sinistra al nord e di quelle conservatrici (monarchico-cattoliche) al sud. In questo quadro si collocano le vicende, fino ad oggi negate alla conoscenza ufficiale degli storici, legate al movimento separatista siciliano, ai rapporti tra separatismo e mafia e tra mafia ed eserciti alleati. Va comunque ricordato che il lento processo di liberazione dell'Italia da parte degli anglo-americani mette progressivamente in luce il fondamentale problema dei rapporti di questi ultimi col Partito comunista italiano, se non con le forze genericamente di sinistra, che stanno progressivamente proponendosi - tra il '43 e il '46 - come forze politiche egemoni nell'Italia centro-settentrionale. La politica americana del "contenimento" del comunismo ha dunque il suo battesimo non ufficiale in quel tragico contesto.
La caduta del fascismo ha generato, parallelamente agli eventi sopra ricordati, tutta una serie di problematiche e dinamiche politiche che avranno un peso decisivo nella storia della Repubblica. Gli scioperi massicci nelle fabbriche del nord nei primi mesi del 1943, e il crollo del regime poi, destano nella classe imprenditrice un profondo stato di allarme circa il destino del patrimonio industriale, a suo parere minacciato dal risorgente "pericolo rosso" (la rinnovata paura di una rivoluzione bolscevica) e dalla minaccia della ritorsione tedesca. Se pur con finalità e sensibilità politiche diverse, di nuovo si viene a creare qualcosa di molto simile a un blocco sociale tra agrari meridionali e imprenditori settentrionali (Pirelli, Valletta), teso a salvaguardare non il fascismo in quanto tale, ma la continuità istituzionale degli apparati dello Stato, per favorire un dialogo immediato, senza "soluzione di continuità", con le forze anglo-americane. Come provano i documenti recentemente desecretati sia negli Stati Uniti che in Italia, non vi è mai stata in Italia una sostanziale rottura tra monarchia e repubblica, bensì una transizione incompleta che ha conservato quasi tutta la struttura amministrativa del vecchio regime, per precisa volontà dei partiti di centro, e quindi della Democrazia Cristiana, volta ad anteporre la lotta contro il comunismo ad ogni altro valore e obiettivo politico e sociale.
Il 1943 si chiude con la Conferenza di Teheran. In contraddizione con quanto sta avvenendo in Italia, la politica estera USA conosce alla fine di quell'anno (e fino alla morte di F.D. Roosevelt) l'unico momento di vera coesistenza pacifica e unità di intenti con l'Unione Sovietica. Anche se non è possibile sapere quali fossero le vere intenzioni di Roosevelt nel lungo periodo, non c'è dubbio che le sue scelte politiche avranno come effetto di ridimensionare per sempre la già compromessa potenza inglese, a tutto vantaggio della sorgente potenza sovietica.

## 1944

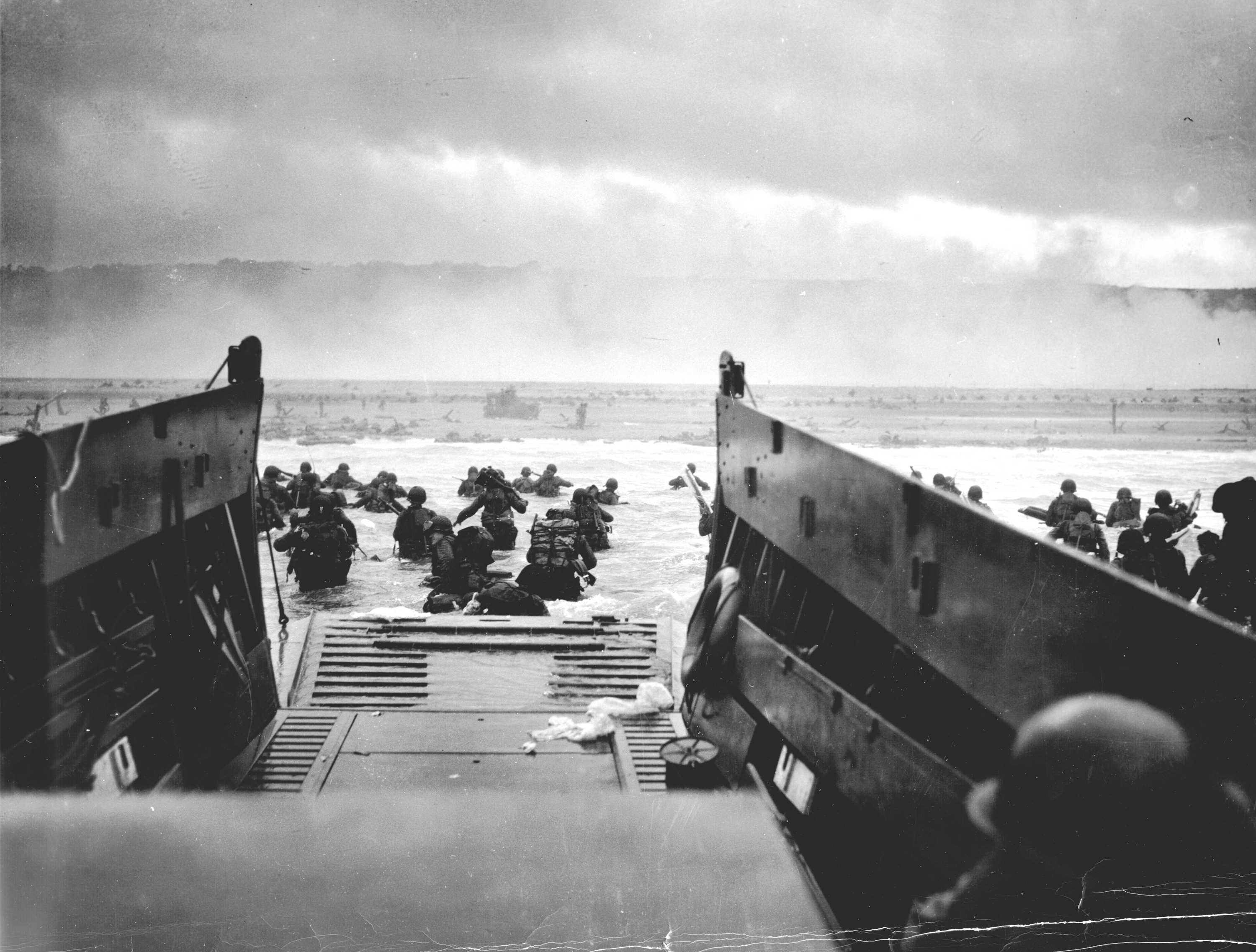
Lo sbarco degli Alleati in Normandia.

Una evocativa immagine della fine della Germania nazista

Sul teatro bellico il 1944 è l'anno decisivo per le sorti dell'Europa. Gli anglo-americani sbarcano in Normandia aprendo il sospirato secondo fronte contro Hitler fortemente auspicato da Stalin per alleggerire il peso dell'Unione Sovietica. L'Armata Rossa continua ad impegnare oltre i 2/3 delle forze militari della Wehrmacht e prosegue le sue gigantesche offensive (cominciate il 19 novembre 1942 e riprese poi, dopo la battaglia di Kursk, quasi senza interruzione dall'estate 1943) e dilaga incontenibile verso ovest giungendo in pochi mesi ai confini della Jugoslavia e nel cuore della Polonia.
È proprio questo sviluppo che più preoccupa il premier inglese Winston Churchill, fortemente avverso, fin dagli inizi della sua carriera politica, al regime sovietico. Mentre infatti F.D. Roosevelt vede ancora una possibilità d'intesa con l'alleato orientale, tutto l'apparato di comando inglese intraprende dal mese di luglio una serie di iniziative che porteranno ad alcune drammatiche conseguenze: la prima è l'arrogante sconfessione delle iniziative politico-diplomatiche del governo provvisorio italiano, di nuovo abbassato al rango di Stato aggressore e posto sotto un'umiliante tutela; questo a causa del dialogo apertosi tra Badoglio e Stalin e, soprattutto, per la forte influenza politica che comincia ad assumere nel panorama italiano la figura di Palmiro Togliatti, segretario del Partito Comunista Italiano.
Più incisivi ed immediati, invece, gli sviluppi militari in Grecia. Qui gli Alleati sbarcano quando già la Resistenza controllava militarmente il paese, ma con un colpo di mano militare gli anglo-americani costringono i partigiani comunisti a ritirarsi dalla capitale Atene, e organizzano un referendum popolare che vede la vittoria della monarchia, delle forze democratiche e della destra. In questa cornice altamente precaria ed esplosiva, si inserisce la missione politica di Churchill a Mosca, durante la quale il premier inglese imposta con Stalin (per il quale l'interesse sulla Grecia non era prioritario) il quadro della futura spartizione europea, tracciando preventivamente i confini di quella che egli stesso poi chiamerà "Cortina di ferro".
Prende avvio dunque proprio negli ultimi mesi del '44 quell'atmosfera di tensione internazionale tra Occidente e Oriente comunista che potrebbe aver definitivamente convinto Togliatti a "traghettare" i comunisti italiani verso i principi della democrazia occidentale, ormai consapevole del disinteresse di Stalin per le sorti della rivoluzione al di fuori dell'URSS, e del pericolo che avrebbe comportato per migliaia di italiani la contrapposizione contro le forze di occupazione alleate.
Il quadro dei rapporti internazionali sorto attorno al secondo anno del conflitto vede nella seconda metà del 1945 il suo definitivo deterioramento. Gli eventi militari cominciano a delineare l'imminente revisione delle alleanze, così che mentre l'armata tedesca subisce il suo definitivo annientamento sui tre fronti europei, già si vengono chiarendo quali sono i veri interessi in gioco da parte di Stati Uniti d'America e Unione Sovietica.

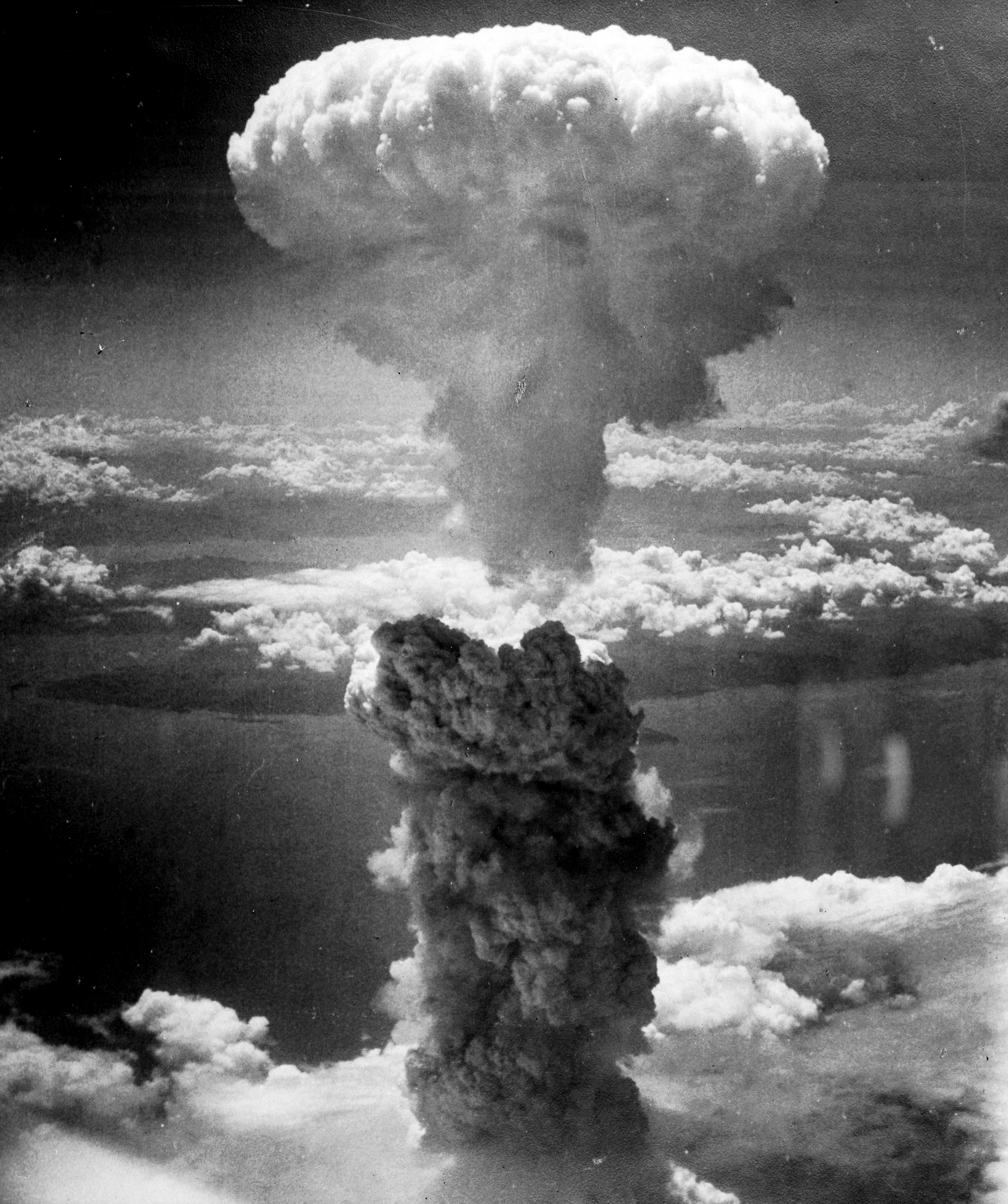
Il fungo dopo il bombardamento su Nagasaki a 18 km dal suolo.

Non c'è dubbio che un ruolo importante nel cambiamento dello scenario mondiale lo ebbe il nuovo presidente degli Stati Uniti, Harry S. Truman, democratico come Roosevelt, ma convinto che il defunto predecessore fosse stato troppo debole con l'URSS, che nell'ultima fase della guerra aveva mostrato un volto diverso, lasciando intuire mire espansionistiche in Europa.
In quest'ottica, la storiografia contemporanea, avvantaggiata dalla conoscenza di documenti diplomatici solo recentemente desecretati, tende a leggere tutta la fase finale del conflitto mondiale, e soprattutto gli eventi legati alla Guerra civile in Grecia e alla liberazione dell'Italia del nord, nell'ottica della politica di contenimento del comunismo. L'intolleranza nei confronti dei partigiani greci, le trattative già in atto fin dal '45 con i gerarchi nazisti minori, i bombardamenti indiscriminati operati in Italia e Germania a guerra quasi conclusa come forma di ammonimento nei confronti dell'Armata Rossa che al momento appariva inarrestabile nella sua spinta verso ovest: tutto concorre a tracciare un quadro politico già definito nei termini di un confronto tra i "blocchi", per il quale tutto era considerato lecito, da entrambe le parti. Anche l'uso della bomba atomica!
Ormai è accertato, infatti, che il Giappone non costituiva più, almeno dall'inizio dell'anno, una seria minaccia per nessuno; che gran parte di esso (soprattutto dopo la sostituzione del governo Tojo con quello Koiso) della classe politica del paese era alla ricerca di uno spiraglio attraverso il quale uscire con un minimo di onore dalla guerra, ma questo cozzava contro la decisione alleata di accettare solo una resa incondizionata. In un'ottica che già prefigurava la guerra fredda l'obbiettivo statunitense era di impedire l'occupazione russa di parte del Giappone conquistandolo anzitempo ed a questo fine erano già pronte 10 armi nucleari.
Nelle sue memorie sulla guerra Churchill scrive:
(Winston Churchill, La seconda guerra mondiale vol. VI)
bisogna infatti ricordare che dopo la campagna di Okinawa negli alti comandi alleati si era diffusa la convinzione che uno sbarco in Giappone sarebbe stato un massacro tuttavia tali tesi erano contrastate dall'analisi (generalmente condivisa) che il Giappone avendo perso il 90% della sua marina mercantile e la quasi totalità della flotta di superficie si sarebbe dovuto presto arrendere per fame, tesi avvalorata dai sondaggi di pace effettuati dall'imperatore tramite l'ambasciata a Mosca.
Alla conferenza apertasi a luglio nel sobborgo berlinese di Potsdam, Truman e Stalin non avevano più nulla da dirsi: ciascuno dei due perseguiva già piani strategici e politici in netta rotta di collisione.